# Maria del Carmen Bousada de Lara
Maria del Carmen Bousada de Lara (5. ledna 1940, Cádiz, Španělsko – 11. července 2009, El Puerto de Santa María, Španělsko) byla nejstarší potvrzenou matkou na světě. Stala se jí dne 29. prosince 2006, když několik dní před svými 67. narozeninami porodila dvojčata. Chlapci Christian a Pau se narodili předčasně, na svět přišli císařským řezem a vážili shodně 1,6 kg.
Carmen Bousada otěhotněla pomocí umělého oplodnění na klinice v Kalifornii. Později přiznala, že aby toho dosáhla, lhala lékařům o svém věku. Tvrdila jim, že jí je 55 let.
Krátce po porodu se u ní projevila rakovina prsu, k jejímuž vzniku pravděpodobně přispělo velké množství hormonů, které žena kvůli otěhotnění užívala. Zemřela ve věku 69 let v červenci 2009, kdy dětem bylo dva a půl roku.
V roce 2008 byly publikovány ještě případy dvou indických žen, Omkari Panwar a Rajo Devi Lohan, které údajně porodily jako sedmdesátileté. Jejich skutečný věk však nelze spolehlivě doložit.

## Kontroverze
Případ Carmen Bousady vzbudil debatu o etických otázkách souvisejících s rodičovstvím i o regulaci dostupnosti asistované reprodukce pro ženy, které dávno překročily věk, v němž by mohly otěhotnět přirozeně. Carmen Bousada navíc žila bez partnera; vajíčka i sperma tak pocházely od dárců. „Vybrala jsem si je podle fotografií... Bylo to trochu jako prohlížet si realitní katalog a vybírat si dům,“ popsala výběr dárců.